# Campeonato de España de hockey sobre patines femenino
El Campeonato de España de hockey sobre patines femenino fue la competición española de hockey sobre patines femenino más importante entre 1993, cuando se disputó por primera vez, y 2008, cuando dejó de celebrarse para dar paso a la OK Liga Femenina.
Estaba organizado por la RFEP, y enfrentaba en una fase final a los equipos campeones de las diferentes ligas territoriales de España.

## Historial
| Año  | Sede                     | Campeón            | Subcampeón            |
| ---- | ------------------------ | ------------------ | --------------------- |
| 1993 | Reus                     | CN Igualada        | UEH Barberá           |
| 1994 | Alberique                | CN Igualada        | AD INEF Galicia       |
| 1995 | La Coruña                | CN Igualada        | AD INEF Galicia       |
| 1996 | Santander                | CN Igualada        | AD INEF Galicia       |
| 1997 | Vilaseca                 | CN Igualada        | Santa María del Pilar |
| 1998 | Santander                | CN Igualada        | AD INEF Galicia       |
| 1999 | Alcoy                    | CE Arenys de Munt  | AD INEF Galicia       |
| 2000 | Santander                | CN Igualada        | CE Arenys de Munt     |
| 2001 | Lloret de Mar            | CHP Bigas y Riells | CE Arenys de Munt     |
| 2002 | Órdenes                  | CP Voltregá        | CE Arenys de Munt     |
| 2003 | Santander                | HC Salt            | CP Voltregá           |
| 2004 | Arenys de Munt           | CE Arenys de Munt  | CP Voltregá           |
| 2005 | Coslada                  | CP Voltregá        | CP Alcorcón           |
| 2006 | San Hipólito de Voltregá | CP Voltregá        | Biesca Gijón HC       |
| 2007 | Gijón                    | CP Voltregá        | Biesca Gijón HC       |
| 2008 | Burgos                   | CP Voltregá        | Igualada HC           |